# Iochroma grandiflorum
Iochroma grandiflorum es una especie de plantas del género Iochroma, familia Solanaceae, que se halla en Ecuador. Fue descrita para la ciencia en 1845
Magnífico arbusto, aún árbol pequeño de hasta 5 m de altura. Crecimiento rápido, hojas con glándulas, color blanco o marrón. Ramas viejas de color gris-marrón. Hojas dispersos y de 7-14 cm de largo y 4-8 cm de ancho, con pelos simples. Fruto es una baya elíptica, rodeado por un revestimiento roto.